# Муратпаша
Муратпаша (тур. Muratpaşa) — центральный район города Анталья (Турция). В состав района входит исторический центр города — Калеичи. Район имеет береговую линию 20 км, в состав которой входят водопад Дюден и песчаный пляж Лара. В этом районе также находится главный Аэропорт Антальи.

## Происхождение названия
Район Муратпаша получил свое название от мечети Муратпаша (дата постройки 1570 г.), расположенной в микрорайоне Кызылсарай.

## Население
| Год  | Численность |
| ---- | ----------- |
| 2008 | 377.857     |
| 2009 | 396.906     |
| 2010 | 416.576     |
| 2011 | 431.348     |
| 2012 | 442.663     |
| 2013 | 453.255     |
| 2014 | 465.927     |
| 2015 | 477.290     |
| 2016 | 486.408     |
| 2017 | 488.670     |
| 2018 | 495.688     |
| 2019 | 510.368     |
| 2020 | 513.035     |
| 2021 | 521.183     |
| 2022 | 526.293     |

## Территориальное деление
В состав района Муратпаша входит 55 микрорайонов (махалле)
- Алтындаг
- Бахчелиэвлер
- Балбей
- Барбарос
- Байындыр
- Чалаян
- Чайбаши
- Джумхуриет
- Демирджикара
- Дениз
- Догуяка
- Дутлубахче
- Элмалы
- Эрменек
- Этилер
- Фенер
- Гебизли
- Генчлик
- Гювенлик
- Гюзельбаг
- Гюзелоба
- Гюзелолук
- Хашимишджан
- Кылычаслан
- Кырджами
- Кышла
- Кызыларык
- Кызылсарай
- Кызылтопрак
- Конуксевер
- Мехметчик
- Мельтем
- Мемуревлери
- Мейданкавагы
- Муратпаша
- Селир
- Сельчук
- Синан
- Шириньялы
- Согуксу
- Тахылпазары
- Тарым
- Топчулар
- Тузджулар
- Учген
- Варлык
- Енигёль
- Енигюн
- Ешильбахче
- Ешильдере
- Ешилова
- Йылдыз
- Юксекалан
- Зердалилик
- Зюмрютова